# カレンニー民族人民解放戦線
カレンニー民族人民解放戦線（カレンニーみんぞくじんみんかいほうせんせん、ビルマ語: ကရင်နီပြည်လူမျိုးပေါင်းစုံပြည်သူ့လွတ်မြောက်ရေးတပ်ဦး、英語:  Karenni Nationalities People's Liberation Front、 略称:KNPLFまたは ကလလတ）はミャンマー・カヤー州で活動する左派カレンニー民族主義の武装組織である。
カレンニー民族人民解放戦線は、2009年11月8日にミャンマー軍傘下の国境警備隊への転換を受け入れたが、KNPLF名義での活動を続けている。2023年6月13日、KNPLFはミャンマー軍から離反し、カレン民族解放軍（Karen National Liberation Army: KNLA）、 カレンニー軍（Karenni Army: KA）、カレンニー諸民族防衛隊（Karenni Nationalities Defence Force: KNDF）、および国民防衛隊（People's Defense Force: PDF）と共に軍事政権に対峙することを決定した。

## 歴史

### KNPLFの結成
1978年6月26日、タンニュン率いるカレンニー軍の左派兵士が分派してKNPLFを結成した。KNPLFは1989年にビルマ共産党（CPB）が崩壊するまで、CPBから軍事訓練や物資・武器の供給を受けるなど近い関係にあった。また、パオ族左派のシャン州諸民族解放機構（Shan State Nationalities Liberation Organisation: SSNLO）や、カヤン族左派のカヤン新領土党とも同盟関係にあり、メーホンソーンのタイ共産党とも連絡を取っていた。しかし、KNPLFの指導者は彼らは「共産主義者」ではないとしている。カレンニー民族進歩党（KNPP）が「民族民主主義」と「カレンニー独立」を主張するのに対し、「人民民主主義」と「フェデラル連邦制」を主張して対立した。
1981年12月、KNPLFとKNPPの指導者はモーチ地区で再合同について話し合ったが、失敗に終わった。1982年4月、タンニュンがカレンニー軍との衝突で死亡し、ニャマウンメーが新たな議長となった。同年5月、KNPLF中央委員会が結成され、1983年にKNPLFはビルマ共産党中部軍区のロイコー管区を管轄することとなった。
1988年、8888民主化運動に参加した学生が弾圧を逃れてKNPLF支配地域に逃げ込んだ。KNPLFは学生を取り込んで拡大したが、ビルマ共産党の崩壊により厳しい立ち位置に置かれた。
1989年、KNPLFはカヤン新領土党、シャン州諸民族解放機構（Shan State Nationalities People’s Liberation Organisation: SSNPLO）、ビルマ共産党により訓練された民主愛国軍（Democratic Patriotic Army: DPA）と共に左派統一戦線である全諸民族人民民主戦線（All Nationalities People’s Democratic Front: PDF）を結成した。
1990年7月、ニャマウンメーは民族民主戦線の本部のあるマナプロウを訪問し、ビルマ民主連盟 （DAB）加盟を申請したが拒絶された。1991年3月16日、KNPLFはタンタウンジー郡区にてカレン民族同盟と合同で作戦を実施し、翌年の1992年には同盟関係を締結した。同年、ニャマウンメーが辞任し、新たにサンターが議長となった。

### 停戦後
1994年5月9日、カトリック教会の司教の仲介により国家法秩序回復評議会 （SLORC）とKNPLFは和平合意に至った。これにより、KNPLFはカヤー州第2特区としてその支配領域の自治を認められた。マンテッポー総書記は「政治的理由および民主主義のために停戦したが、政府との政治的な対話は出来なかった」としている。
1998年8月11日、KNPLFはKNLPおよびSSNPLOと合同で国民民主連盟を支持し、1990年選挙で選ばれた議員による国会を招集するよう声明を出した。また、声明では軍事政権、国民民主連盟、少数民族組織の三者協議を呼びかけた。
2004年5月、KNPLFは国民会議において新憲法のミャンマー軍の権限を見直し、少数民族の自治権を尊重するよう、他の7少数民族武装組織と合同で声明を出した。KNPLFは国民会議に参加したが、その結果成立した2008年憲法を認めず、批判している。
2005年、KNPLFはタイ側に逃れたカヤン族難民をタイ・ミャンマー国境のフエイ・プー・ルアン国境経済地域に定住させようとした。KNPLFの4分の3はカヤンであり、同胞を呼び戻すことで首長族観光と交易による利益を見込んだのである。
しかしながら、彼らは国連難民高等弁務官事務所により公式に難民の地位を得ていたため帰還しなかった。なお、KNPLFは1995年にカレンニー州の住民を強制的に同地域に移住させて国境経済地域を再開しようとしていた。
2005年の乾季、KNPLFはミャンマー軍とともにともにカレンニー軍本部に総攻撃を行った。
2007年9月11日、タイ国メーホンソーン県メーサリアン郡のサウンヘン村でタイの第3607レンジャー部隊とKNPLFと思わしき正体不明の武装勢力が15分以上に渡って交戦した。レンジャーは武装勢力の死体とM16自動小銃を回収した。

### 国境警備隊への改編
2009年11月8日には国境警備隊への改編に同意した。この結果、KNPLFの一部は国境警備隊の第1004大隊および第1005大隊に再編された。第1004大隊はメーセ郡区、第1005大隊はボーラケ郡区北東部に拠点を置いていた。また、KNPLFの一部部隊は国境警備隊に編入されず、政治部門は独立性を保っている。国境警備隊への改編の結果、トゥンチョー国境警備隊司令官のビジネス派とサンター議長・シュエウォ書記の政治指導部の対立が噂された。これについてマンテッポー総書記はミャンマー軍による分断工作であるとしている。
国境警備隊改編後、KNPLFはカレンニー諸民族人民解放党として2010年選挙に参加しようとしたが、登録を許されなかった。また、KNPLFは全国停戦合意への参加も許されなかった。

## 近年の動向
2020年、KNPLFは兵力を拡大しないというミャンマー軍との取り決めに違反し、第9420大隊を編成した。
2021年クーデター後、KNPLFはクーデターを批判した。また、ボーラケとパサウンの国民防衛隊およびカレンニー革命同盟に軍事訓練を施し、武器や食糧の支援を行なった。KNPLFは反クーデターストライキを行った市民の軍事訓練部隊として第9421大隊を編成した。
2021年12月24日に4人のKNPLF/BGF兵士が、少なくとも45人の民間人と共にミャンマー軍により虐殺された（モソ虐殺）。KNPLF/BGFの兵士はミャンマー軍と交渉して民間人を生きたまま焼き殺すのを止めようとしたが、頭部を撃たれて死亡した。
KNPLFはワ州連合軍から2021年2月のクーデター後に武器を受け取っており、国境警備隊という立場でありながら抵抗勢力に与していたとされる。KNPLFの幹部チットゥンは、選出された議員とクーデターで資格を剥奪された議員からなる国民統一政府（NUG）により連邦副大臣に指名されている。KNPLFはNUGの支持を公言しており、KNPLFの下士官はカレンニー諸民族防衛軍と共に軍事政権と戦っている。
2023年6月以降、KNPLFはミャンマー軍から離反してカレンニー軍、カレンニー諸民族防衛軍、カレン民族解放軍、国民防衛隊からなる連合軍に加わり、ミャンマー軍の拠点を攻撃した。抵抗勢力の連合軍はカヤー州東部メーセ郡区のミャンマー軍前哨拠点を陥落させた。一方、KNPLF副議長トゥコーと一部の部隊はミャンマー軍側についた。
2023年11月にはカレンニー軍、カレンニー諸民族防衛隊、国民防衛隊と合同で1107作戦に参加し、ミャンマー軍を攻撃した。

## 部隊編成
国境警備隊の第1004大隊と第1005大隊は元の KNPLF第7894大隊および第4878大隊に戻った。また、国境警備隊に転換されなかった第9420大隊は、第9421大隊と第9422大隊を編成している。
さらに、第9423大隊、第9424大隊、第9425大隊が編成されており、計8個大隊が活動している。

## 経済活動
KNPLFは1994年の停戦以降、ミャンマー軍により利権を認められ、様々な経済活動に注力し、「停戦資本主義」を謳歌してきた。しかし、2012年にKNPPが停戦合意に署名してからは事業が縮小しているとされる。2023年6月のミャンマー軍からの離反については、国境警備隊改編後に減少した国境貿易の利益を取り戻すためではないかという憶測がなされている。

### 社会事業
KNPLFは支配地域、特にメーセ郡区の診療所の医療従事者を傘下に置いており、地雷被害者の為の作業所と病院を運営している。

### 林業
KNPLFはミャンマー政府とともにサルウィン川の西側を管理している。小規模な森林伐採会社に対して契約ないし許可を以て管理を行っており、KNPLF自身もAh Shae Than Lwin（東サルウィン）社を設立してチーク材の伐採を行なっている。

### 鉱業
KNPLFは鉱山の開発事業に関して中国企業に免許を与えている。。KNPLFは1994年の停戦時にKayah Golden Gate Mining Companyを設立しており、モーサキ村における鉱山開発の権利を得ている。また、KNPLFはAh Shae Than Lwin社の鉱山権益を保護するために、国境警備隊第1005大隊が本部から離れたモーチ鉱山周辺に部隊を駐屯させている。このほかに、KNPLFはカヤー州鉱山部門の株主となっている。
また、トゥンチョー司令官はKNPLFの支配下にある村の名前に因んだMawsaki Companyを運営しており、他にもロイコーのホテルなど様々な企業を所有している。Mawsaki Companyは、ミャンマー人俳優のルインモーやオーストラリア企業のEumeralla Resources社との関係で有名である。Eumeralla Resources社はMawsaki Companyの株式の70%を所有している。同社はスズとタングステンの採掘のために2013年7月にカヤー州とカレン州にまたがる400平方キロメートルの調査ライセンスを取得した。この事業はカヤー州政府の承認を受けたが、天然資源・環境保全省から連邦レベルの承認を受けるのが遅れたため、Eumeralla Resources社は2017年4月に撤退した。

### インフラ事業
トゥンチョー司令官の所有するShwe Kantarawaddy社は、Square Power Group Company Limited (SPG社)と提携している。同社は2011年11月に4,000トンのセメント工場建設許可をミャンマー投資委員会から得ており、また2008年に鉱業省から石灰石の採石許可を取得している。

### 国境の課税
KNPLFは第10国境ポイントと第14国境ポイントを管理しており、通行に課税している。第14国境ポイントはチエンマイとメーセ郡区を結ぶ位置にあり、往来が盛んである。

### 飲食業
トゥンチョー司令官はパンペッ村に向かう道路にレストランを開いている。

### 農業
2006年、KNPLFはタイへの輸出を見込んで1万エーカーの土地にコーヒープランテーションを建設した。ミャンマー農業公社はこの計画を1700米ドルと見積もっている。

### 闇市
KNPLFはタイ北部の町の闇市で水牛、唐辛子、豆の貿易に関与していたとされる。

## 歴史観
KNPP、KNPLF双方がカレンニー独立の英雄であるとみなすビートゥレの死に関しては、両者の間で見解が分かれている。KNPLFの歴史観によると、ボーラケ出身のカヤンであるビートゥレは、チェボジの首長であるカヤーのシュエにより騙され、ビルマ当局に引き渡されて殺されたということになっている。ビートゥレはクーデターのような形でカレンニーの代表としての権力を握ったが、全てのカレンニー諸邦の支持を得ることが出来ていなかった。すなわち、KNPLFの歴史観に立脚すればビートゥレとシュエの間には対立が生じており、シュエはビートゥレをビルマ当局の手に引き渡すことで独立運動の主導権を握った「悪者」であるということになる。KNPPではビートゥレは単にビルマ当局に殺されたことになっており、カヤンの指導者を抱えるKNPLFとカヤーの指導者を抱えるKNPPの歴史認識の差が民族の違いにより生じていることが示唆されている。

## 批判
KNPLFはかつて少年兵や地雷の使用で非難されていた。13歳の少年兵クーレーの証言は以下の通りである。
| 「 | 私が映画を観ていると、彼（徴兵担当者）が座り、話しかけてきました。彼は私が軍隊に入れば給料と制服を手に入れて幸せになれると言いました。私は彼の名前を覚えていませんが、KNPLFでした。私は入隊に同意しました。彼は映画館の20から25人くらいの大人、女性、少年など、多くの人に一人ずつ話しかけて回っていました。6人くらいが彼についていきました。最年長は16歳か17歳で、最年少は11,12か13歳くらいです。 私は帰宅しましたが、母親にこの事は言わず、彼について行きました。 | 」 |

また、KNPLFによる超法規的殺人も報告されている。KNPLFは「禁止物品」を持っていたという理由で村人を殺害するなど、経済の統制を行っていたとされている。
このほかに、支配地域でのアヘンケシの栽培や、アンフェタミン系覚醒剤工場の存在が報告されており、麻薬ビジネスへの関与が疑われている。

## 関連作品
- 『私の足』（Khon Soe Moe Aung 監督 / 2015年）

### 日本語文献
- 久保, 忠行「ビルマの「国民和解」に向けた予備的考察 : カレンニー社会から」『神戸文化人類学研究』第2巻、2008年、doi:10.24546/81003412。

### 英語文献
- Burma Issues (2008). Living Ghosts: The Spiraling Repression of the Karenni Population Under the Burmese Military Junta (PDF) (Report). Burma Issues/ Peace way foundation.{{cite report}}:  CS1メンテナンス: デフォルトと同じref (カテゴリ)
- Heppner, Kevin (2007). Sold to be soldiers: The recruitment and use of child soldiers in Burma (PDF) (Report).{{cite report}}:  CS1メンテナンス: デフォルトと同じref (カテゴリ)
- Human Rights Watch (2008). Chronology of Burma’s Constitutional Process (PDF) (Report).{{cite report}}:  CS1メンテナンス: デフォルトと同じref (カテゴリ)
- Jolliffe, Kim (2015). Ethnic Armed Conflict and Territorial Administration in Myanmar (PDF) (Report). Yangon: Asia Foundation.{{cite report}}:  CS1メンテナンス: デフォルトと同じref (カテゴリ)
- Keenan, Paul (2014). By force of arms : armed ethnic groups in Burma. New Delhi: Vij Books India. ISBN 9789382652304
- Kramer, Tom; Russel, Oliver; Smith, Martin (2018). From War to Peace in Kayah (Karenni) State: A Land at the Crossroads in Myanmar (PDF) (Report). Amsterdam: Transnational Institute.{{cite report}}:  CS1メンテナンス: デフォルトと同じref (カテゴリ)
- Lintner, Bertil (1999). Burma in Revolt: Opium and Insurgency since 1948. Chiang Mai: Silkworm. ISBN 9789747100785
- Smith, Martin (1999). Burma: Insurgency and the Politics of Ethnicity. Dhaka: University Press. ISBN 9781856496605
- South, Ashley (2003). Mon Nationalism and Civil War in Burma. Abingdon: Routledge. ISBN 9780203037478
- South, Ashley (2008). Ethnic Politics in Burma: States of Conflict. London and New York: Routledge. ISBN 9780415572699
- Woods, Kevin (2011). “Ceasefire capitalism: military–private partnerships, resource concessions and military–state building in the Burma–China borderlands”. Journal of Peasant Studies 38 (4). doi:10.1080/03066150.2011.607699.